# Дом Дервиза
Дом Дервиза — особняк в Москве по адресу улица Садовая-Черногрязская дом 6.

## История
Дом был построен по заказу Сергея Павловича фон Дервиза в 1886 году на территории усадьбы XVIII века архитектором Н. М. Вишневецким. Двухэтажное здание располагается на удалении от улицы в глубине парадного двора. Стилистически дом выполнен в одном из направлений эклектики, редко встречающемся в Москве. Стиль выделяется композиционными приёмами и декоративными деталями в духе итальянского Возрождения. В центральной части здания выделяется ризалит с парадным крыльцом, по бокам которого расположены украшенные светильниками в виде женских фигур пандусы. Фасады особняка облицованы гранитом и декорированы крупным рустом с львиными масками на уровне второго этажа. Крышу здания над карнизом украшают тумбы с вазонами. В отделке интерьеров, которую выполнил Ф. О. Шехтель в 1889 году, представлены живописные панно и золочёная лепнина стен и потолков. В 1888—1889 годах к зданию добавилась пристройка.

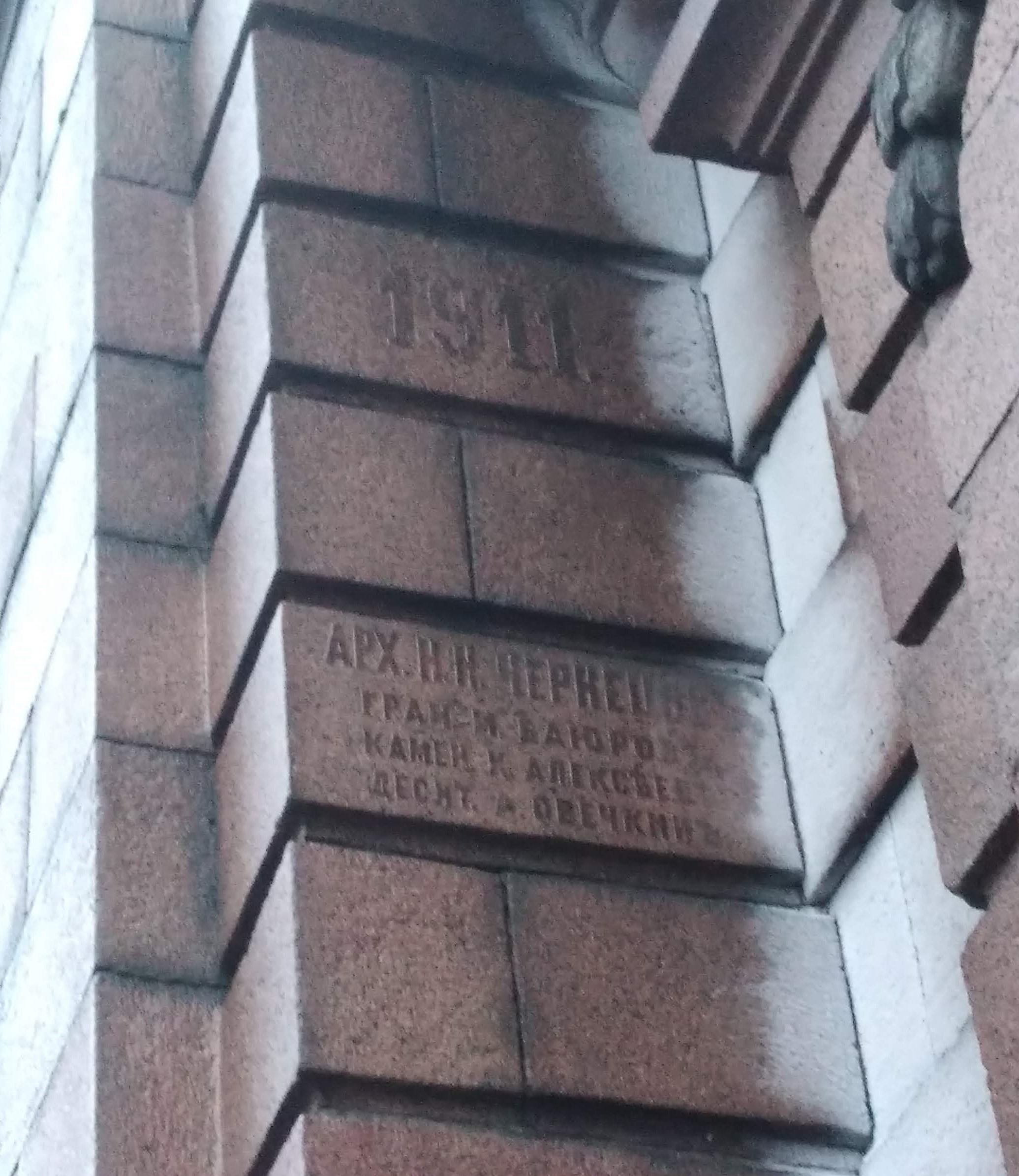
Надпись на ограде (с указанием архитектора и года возведения ограды)

В 1911—1912 годах при новом владельце, нефтепромышленнике Л. Зубалове, на улице была возведена высокая каменная ограда с воротами (архитектор Н. Н. Чернецов), по сей день скрывающая особняк от глаз прохожих. Некоторое время в особняке размещался филиал Румянцевского музея, которому Зубаловы подарили его в 1918 году. С 1941 года и до настоящего момента здание занимает ВНИИЭМ.